# Österreichisch-ungarische Gebärdensprachen
Die Österreichisch-ungarischen Gebärdensprachen entwickelten sich ab 1780 aus der Französischen Gebärdensprache. Sie sind ein Produkt der Vorreiterrolle Frankreichs in diesem Bereich, der engen Anbindung des österreichischen Herrscherhauses an Frankreich und der Aufklärung Josefs II. In weiterer Folge entwickelten sich zumindest folgende Gebärdensprachen aus der Österreichisch-Ungarischen Gruppe, die bis heute laufend weiter entwickelt wurden (siehe Weblinks): Ungarn, Tschechien, Slowakei, Russland, Bulgarien.
Die offizielle Anerkennung der aus den Österreichisch-ungarischen Gebärdensprachen hervorgegangenen visuellen Sprachen hat sich im 21. Jahrhundert verbessert. 2005 wurde die Österreichische Gebärdensprache im Verfassungsrang anerkannt, 1998 die Tschechische, 2021 die Bulgarische, wobei diese Muttersprachen von zehntausenden Menschen noch immer in vielen Ländern auf ihre volle praktische Anerkennung im öffentlichen Raum warten.